# Krížovany
Krížovany jsou obec na Slovensku v okrese Prešov. V obci žije 351 obyvatel.

## Poloha
Obec se nachází v regionu Šariš a leží v Šarišské vrchovině v údolí potoka Križovanka. Členitá vrchovina má nadmořskou výšku v rozmezí od 371 do 603 m n. m., střed obce je ve výšce 395 m n. m. Území je tvořeno centrálně-karpatským flyšem a je z větší části odlesněné.
Obec sousedí s obcemi Chmiňany na severu, Ondrašovce a Žipov na východě, Hrabkov na jihu, Chminianské Jakubovany na západě.

## Historie
Z archeologických nálezů je doložené sídliště z doby Velkomoravské říše. První písemná zmínka o obci pochází z roku 1318, kde je nazývána jako Scenthkerezth, později Sancta Crux. Od roku 1927 jako Křížovany, maďarsky Szentkereszt. Farnost Krížovany je uváděná v papežských desátcích z období 1332–1337. V roce 1440 byl v obci klášter františkánů a v 15. století jako poddanské město získali trhové právo. V roce 1427 obec platila daň z 32 port. V roce 1787 žilo v 58 domech 395 obyvatel, v roce 1828 se počet obyvatel snížil na 361 obyvatel, kteří žili v 49 domech. Hlavní obživou  bylo zemědělství, chov dobytka a výroba kolomazi.

## Památky
- Zděná gotická zvonice na půdorysu čtverce postavená v polovině 14. století, upravená v 15. a 17. století a od roku 1770 má v přízemí kapli. Kulturní památka Slovenska od roku 1963.[7]

- Římskokatolický gotický farní kostel Povýšení svatého Kříže z první poloviny 14. století.[6][8] Raně gotický kostel byl v 17. století upraven (křížová klenba) a v roce 1775 byl přestavěn v barokním slohu.[9] Kostel je barokní jednolodní zděná orientovaná stavba s čtvercovým kněžištěm a je kulturní památkou Slovenska od roku 1963.[10] Farnost Povýšení svatého Kříže v Krížovanech náleží pod děkanát Prešov-Západ, arcidiecézi košickou.[11]

## Fotografie

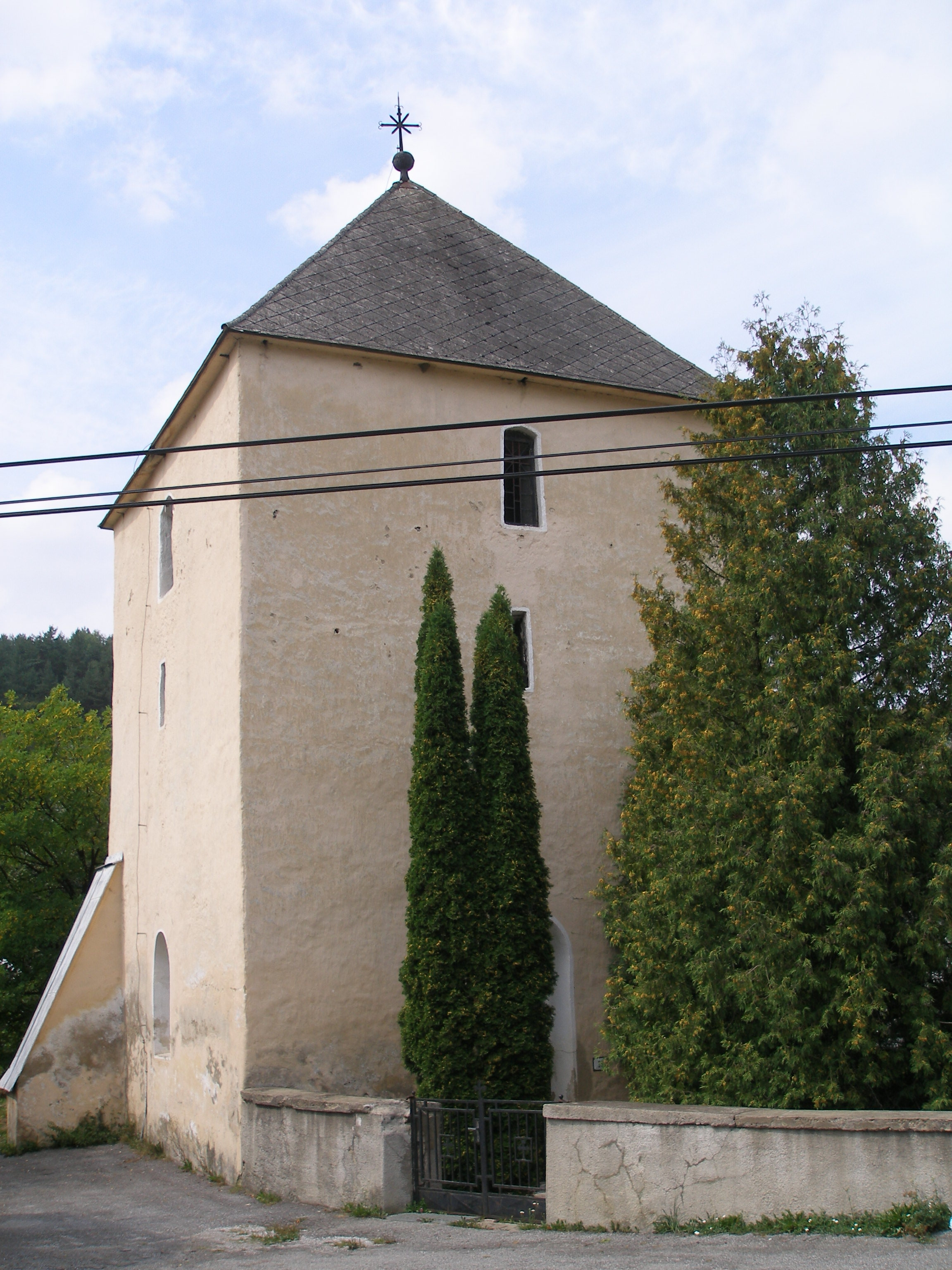
Zvonice z 14. století
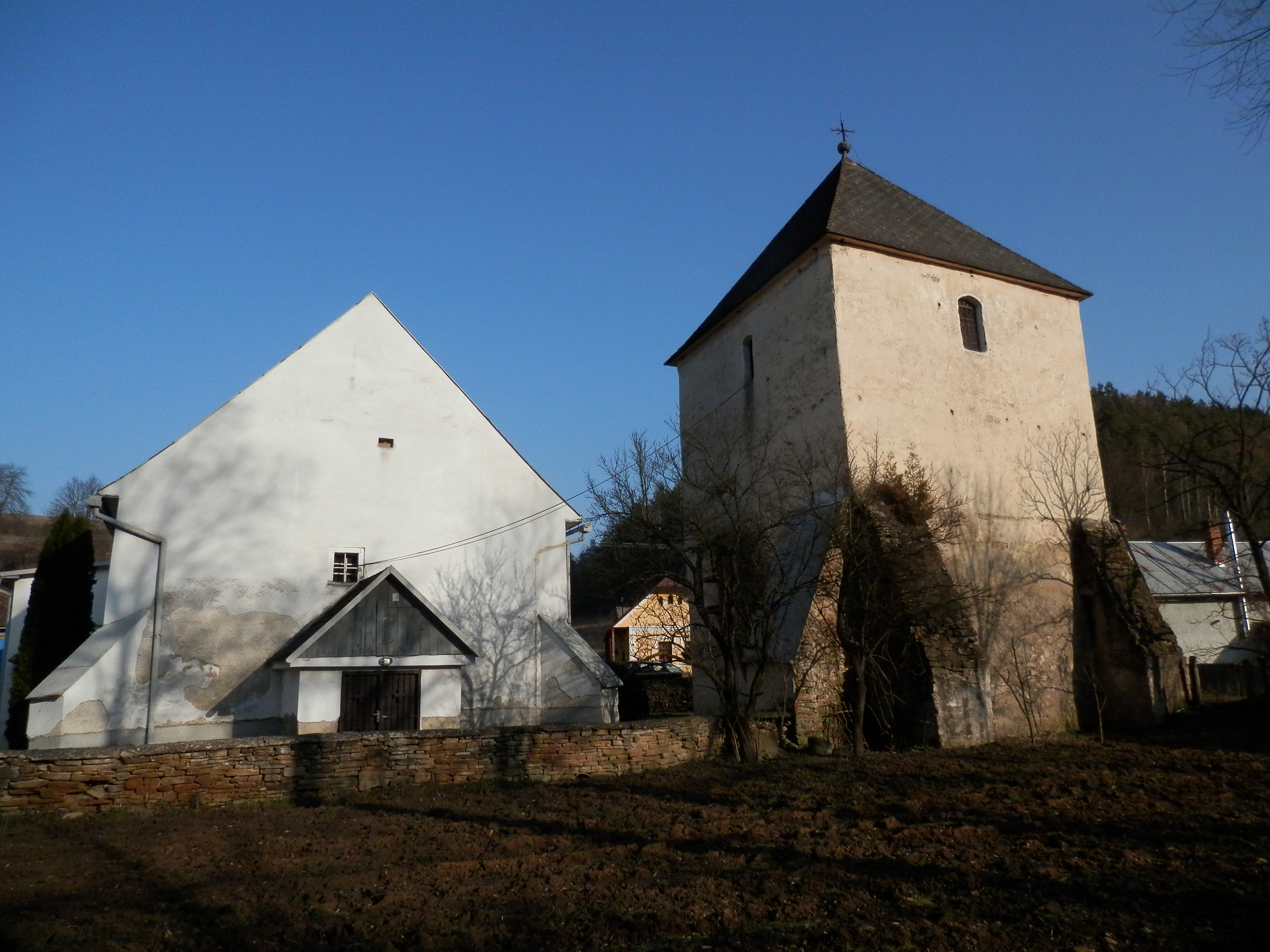
Kostel z 14. století a zvonice
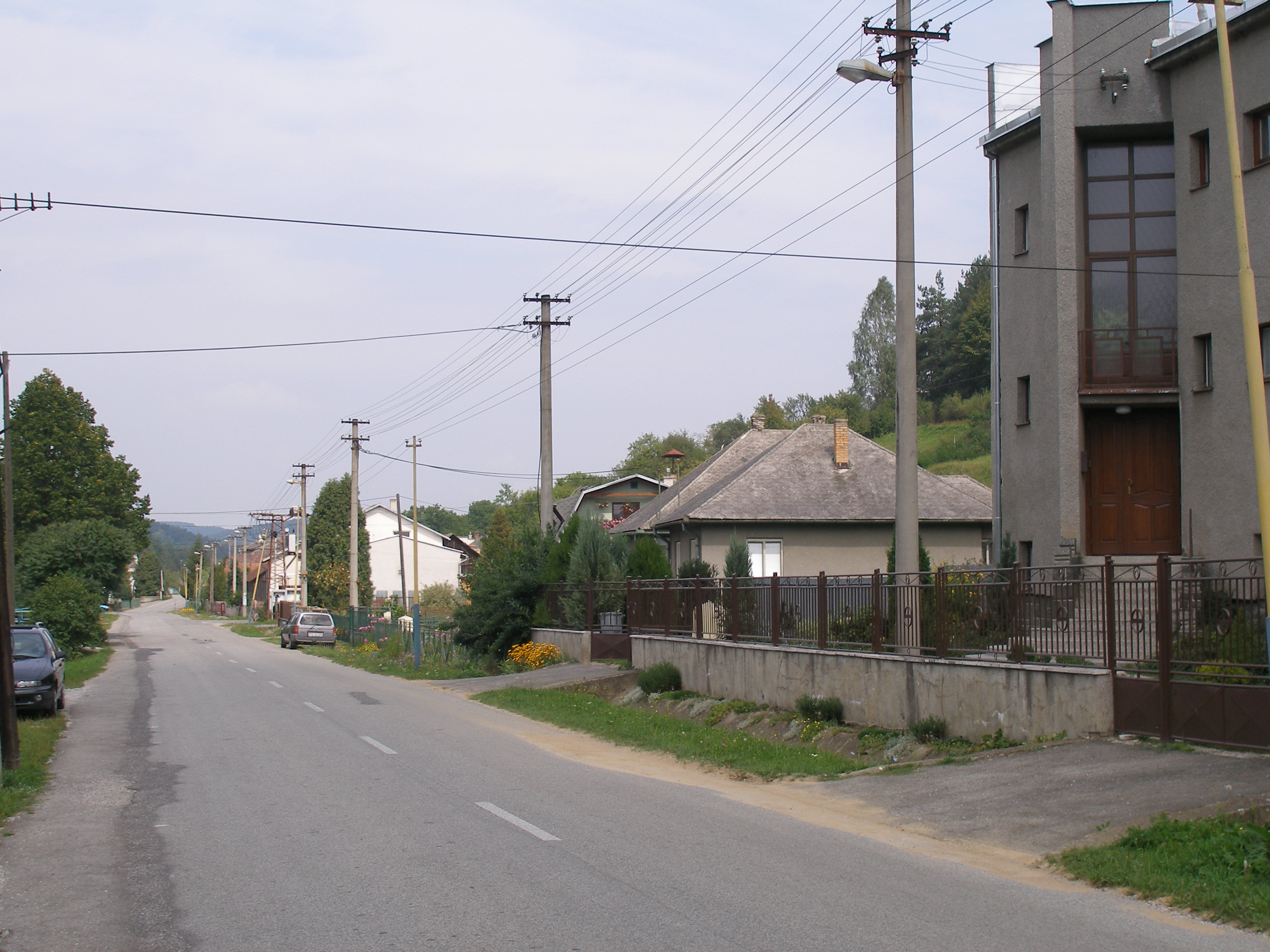
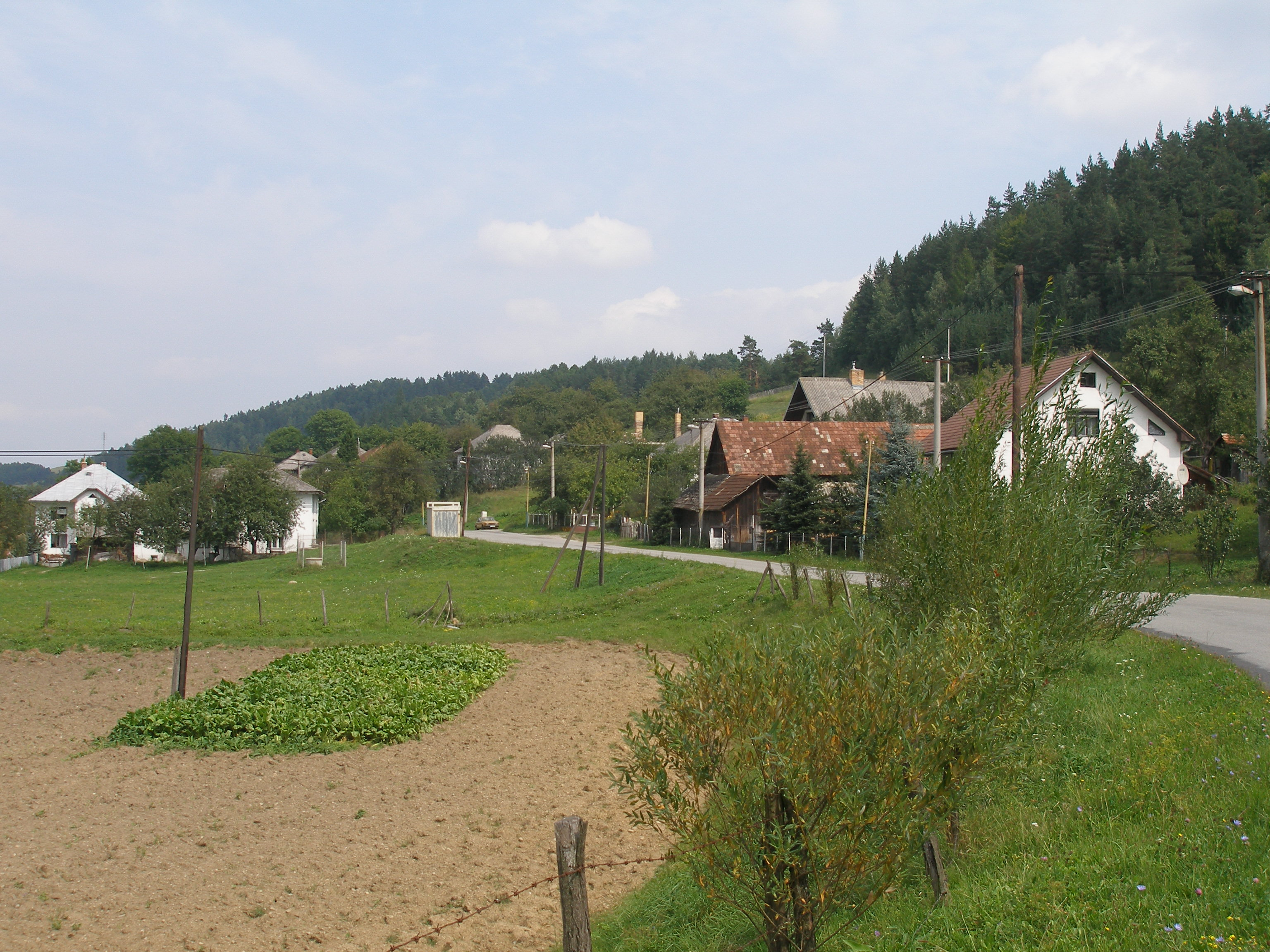
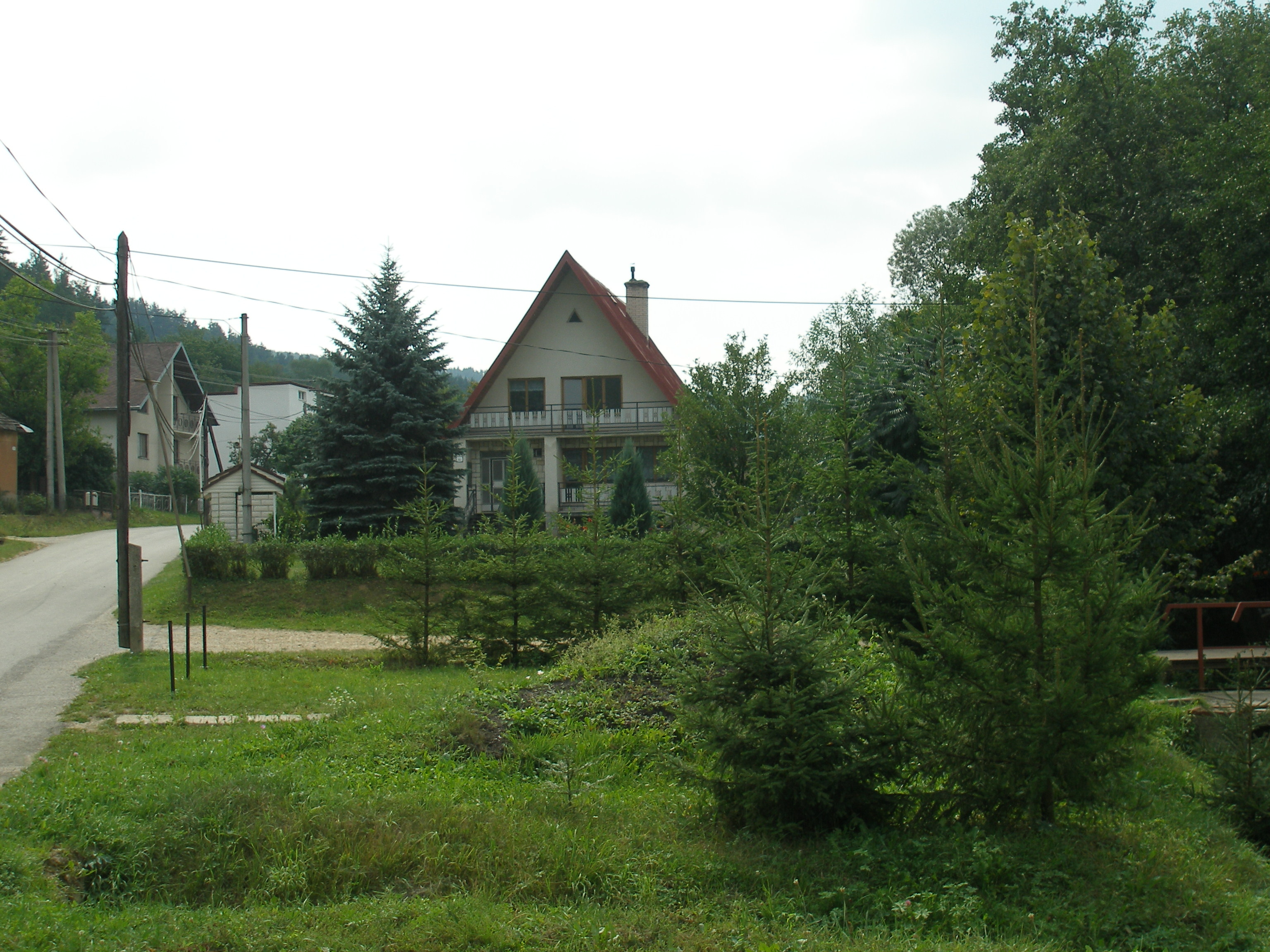